# 부산전망대
부산전망대는 KBS부산 1라디오에서 1996년 11월 4일부터 2010년 2월 19일까지 14년간 방송했던 시사교양 프로그램이다.

## 역대 방송시간
| 방송 채널       | 방송 기간                          | 방송 시간                       |
| --------------- | ---------------------------------- | ------------------------------- |
| KBS부산 1라디오 | 1996년 11월 4일 ~ 2004년 10월 16일 | 월~토요일 아침 8:35 ~ 아침 8:58 |
| KBS부산 1라디오 | 2004년 10월 18일 ~ 2010년 2월 19일 | 평일 아침 8:35 ~ 아침 8:58      |

## 역대 진행자
- 김동환 前 아나운서
- 차경애 前 아나운서
- 노현정 前 아나운서
- 장현순 前 아나운서
- 김평래 아나운서
- 고은령 前 아나운서

## 방송 내용
- 간추린 부산 뉴스를 전하는 부산정보센터(보도국 참여)
- 출근길 시내 교통 정보를 전하는 교통정보센터(경찰청)
- 일일 주요 이슈 전화 연결
- 뉴스 현장을 전하는 리포터 코너
- 오늘의 부산 안내(행사 등 각종 공지사항 전달)